# 갈고리달

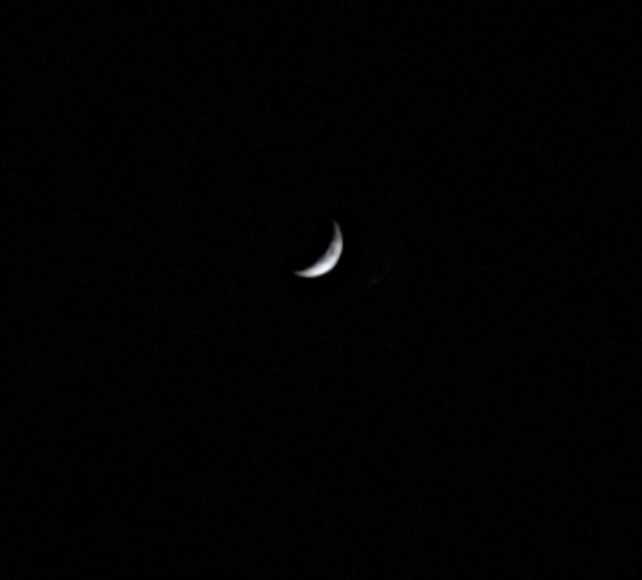
초닷샛째날 촬영한 초승달. 갈고리달

갈고리달은 달의 한 형태로, 초승달과 그믐달처럼 갈고리처럼 생겼다 하여 갈고리달이라고 부른다. 갈고리달은 초하루에서 초사흘 사이에 볼 수 있는 초승달과 그믐 이틀 전부터 볼 수 있는 그믐달이 있다.

## 같이 보기
- 달의 위상
- 신월
- 초승
- 그믐